# Brissopsidae
A Brissopsidae a Spatangoida rendbe tartozó egyik család.

## Rendszerezés
A családba egyetlen nem és faj tartozik:
- Brissalius nem (Coppard, 2008)
  - Brissalius vannoordenburgi faj (Coppard, 2008)